# 進入固定競走
進入固定競走（しんにゅうこていきょうそう）とは、競艇で1号艇から6号艇までが順番に1コースから6コースまで入ってスタートする競走（レース）のことである。

## 概要
通常の競走が「待機行動中」にコース取りを行うのに対し、進入固定競走は出走表に記された艇番がそのまま自コースとなる。通常競走か進入固定競走かどうかは、出走表などにあらかじめ明記されている。舟の起こす位置は自由だが、ダッシュの方が伸びるため、全艇ダッシュからの発進がほとんどである。
蒲郡の進入固定戦は内３艇にはスロースタート、外３艇にはダッシュスタートが義務付けられている。
1996年（平成8年）から全競艇場で特定の開催節を「節間オール進入固定競走」にする試みが行なわれた。
記念（SG及びG1戦）では、戸田41周年記念（1997年 戸田グランプリ）が全レース進入固定戦として行われた。
進入固定競走は「一般競走の待機行動中のコース取りが良くわからない」といった声に対する解決策として考えられた。あらかじめ出場選手のコースを規定しておく事により、わかりづらさを解消して舟券を当てやすくし新規客をリピーターにするのが狙いであった。

## 現状
現在では蒲郡競艇場の第7レース、丸亀競艇場の第8レース、児島競艇場の第9レース、宮島競艇場の第9レース、下関競艇場の第5レース、若松競艇場の第5レース（2016年6月14日から2018年3月27日までは第8レースにも拡大）、芦屋競艇場の第4レースと第7レース、大村競艇場の第7レースにおいて進入固定競走が組まれる。なお、実施場であってもグレードレースでは進入固定競走がない場合がある。
2015年8月-11月の間、競艇の新規ファン増加を目的として試験的に一部競艇場の対象となる1-2節で進入固定競走を1日4-6レースに拡大することが発表された。
なお、江戸川競艇場におけるレースのほとんどは枠なり進入で行われているが、進入固定ではない。